# Lindsey Davis
Pour les articles homonymes, voir Davis.
Lindsey Davis, née le 21 août 1949 à Birmingham, est une romancière anglaise, auteur de romans policiers historiques ayant pour héros le détective Marcus Didius Falco vivant pendant l'Empire romain sous le règne de Vespasien de 69 à 79 après Jésus-Christ.

## Biographie
Diplômée en littérature anglaise de l'Université d'Oxford, elle entame une carrière de fonctionnaire. Treize ans plus tard, lorsqu'un roman qu'elle avait écrit comme passe-temps est sélectionné pour un célèbre prix de littérature historique britannique, elle prend conscience de sa volonté de devenir écrivain et démissionne de la fonction publique. S'ensuit une période financièrement difficile où elle survit grâce à des petits boulots, l'écriture de feuilletons pour magazines et les aides gouvernementales.
Passionnée d'histoire et d'archéologie, elle écrit un premier roman (The Course of Honour, non traduit en français) qui évoque les relations entre l'empereur romain Vespasien et sa maîtresse Antonia Caenis. Malgré ses efforts, elle ne parvient pas à trouver d'éditeur qui accepte de publier son manuscrit. Pas découragée pour autant, elle propose un second manuscrit, rédigé quasiment en parallèle, relatant les tumultueuses aventures d'un détective privé, Marcus Didius Falco, dans la Rome impériale de Vespasien. L'œuvre retient cette fois l'attention d'un éditeur et est publiée en 1989 sous le titre The Silver pigs (Les Cochons d'argent, éditée en français en 1999). Le succès est immédiat et Lindsey Davis devient un auteur reconnu de romans historiques policiers, glanant plusieurs prix littéraires anglais. À ce jour, elle a écrit vingt opus des aventures de Marcus Didius Falco, au rythme moyen d'un par an, dont huit seulement ont été traduits en français.

## Les aventures de Marcus Didius Falco

### Principe
L'œuvre de Lindsey Davis repose sur trois ingrédients : enquêtes, histoire et humour. Le principe central réside en effet dans l'utilisation d'un concept moderne et familier, celui de détective privé, et de modèles de raisonnement et d'enquête caractéristiques des romans policiers classiques, mais l'ensemble étant replacé dans le contexte de la Rome antique à l'époque des Flaviens. Car outre des intrigues généralement embrouillées à souhait, le travail précis de documentation de l'auteur et la description exacte du mode de vie et de pensée des Romains du Ier siècle constituent une des forces des aventures de Falco. Le souci du détail et le respect de la vérité historique autorisent l'auteur à faire évoluer ses personnages au gré des soubresauts qui ont agité l'histoire romaine dans la décennie 70 après Jésus-Christ. Le fait de prendre pour héros un plébéien lui permet également d'arpenter toutes les couches de la société et de faire revivre les mœurs de l'époque, sous certains aspects déjà assez éloignées de l'image traditionnelle de la société romaine, héritée des temps de la République. Enfin, un autre élément essentiel des romans est leur ton délibérément humoristique, notamment grâce au cynisme à toute épreuve du héros et aux remarques sarcastiques dont il ponctue ses aventures.

### Marcus Didius Falco
Marcus Didius Falco est né en mars 41 de Marcus Didius Favonius (dit Geminus) et Junilla Tacita. C'est un plébéien, c'est-à-dire un citoyen romain libre mais généralement pauvre appartenant aux classes populaires, à l'opposé des Patriciens, qui constituent l'aristocratie romaine. Son père est commissaire-priseur aux Saepta Julia et a refait sa vie avec une autre femme, laissant son épouse élever seule leurs sept enfants. À dix-huit ans, Falco a suivi l'exemple de son frère aîné Festus et de beaucoup de jeunes plébéiens pauvres en s'engageant dans l'armée romaine. Affecté au sein de la Legio II Augusta, il a servi en Bretagne lors de la terrible révolte de la Reine Boudicca en 60-61. Expérience traumatisante qui lui permit néanmoins de faire la connaissance de son meilleur ami, Petronius Longus. Réformé à la suite de la disgrâce de sa légion pour ne pas s'être présentée à temps sur le champ de bataille, il continue à servir quelque temps comme éclaireur avant de revenir vivre à Rome, dans une insula sur l'Aventin, un quartier populaire au sud de la ville, où il ouvre une officine d'enquêteur privé.
Survivant plus qu'autre chose grâce à de menues affaires d'adultères et d'héritages, sa vie bascule lorsqu'il se trouve par hasard impliqué dans une affaire de détournement d'argent pour financer un complot politique visant à renverser le nouvel empereur Vespasien (Les Cochons d'argent). De fil en aiguille, Falco va se retrouver au service de ce dernier pour l'aider à remettre un peu d'ordre et de stabilité dans un empire ravagé par la guerre civile consécutive à la mort de Néron. Satisfait de ses services, Vespasien lui confiera de nombreuses autres missions qui le conduiront jusqu'aux confins de l'Empire et même au-delà, de Germanie en Tripolitaine, de Bétique en Judée, de Grèce en Égypte. Mais c'est au cours de sa première aventure qui le ramène en Bretagne qu'il rencontre Helena Justina, fille du sénateur Decimus Camillus Verus, dont il tombe éperdument amoureux. Sentiment réciproque mais la situation personnelle complexe de la jeune femme, son caractère bien trempé, le fossé social existant entre eux et l'intérêt pour Helena un temps manifesté par Titus, le fils de l'empereur, compliqueront fortement leur relation. Elle n'en deviendra pas moins la mère de ses enfants lorsqu'après de multiples missions comme agent impérial, il aura acquis suffisamment de respectabilité pour qu'ils puissent enfin vivre ensemble.

### Personnages principaux
- Marcus Didius Falco : ex-légionnaire, enquêteur privé régulièrement au service de l'empereur qui en retour s'efforce de sous-payer ses enquêtes ; porte un regard particulièrement cynique sur le monde qui l'entoure.

- Famille Didius
  - Marcus Didius Favonius Geminus : père de Falco, commissaire-priseur riche et rusé, a abandonné la famille quand Falco avait sept ans ; renoue des liens avec son fils à l'occasion d'une sombre histoire de trafic de statues grecques.
  - Junilla Tacita : mère aimante et autoritaire de Falco, descendante d'une famille de fermiers campaniens excentriques ; a élevé seule Falco, son frère et leurs cinq sœurs.
  - Marcus Didius Festus : frère aîné de Falco, mort au combat en 68 lors de la campagne de Vespasien en Judée, décoré à titre posthume pour s'être lancé seul à l'assaut des remparts ennemis ; laisse une femme, une fille qu'il n'a jamais connue et quelques affaires pas très légales.
  - Lucius Petronius Longus : ex-légionnaire, meilleur ami de Falco, capitaine des Vigiles de la Région XIII à Rome, qui préfère ses filles à l'alcool mais l'alcool à sa femme ; va découvrir du charme à l'une des sœurs de Falco.

- Famille Camillus
  - Helena Justina : jeune patricienne vive d'esprit, indépendante, téméraire, qui supporte difficilement les mœurs patriarcales de son époque et le fait comprendre aux hommes de son entourage ; s'admet comme principale faiblesse d'être amoureuse de Falco, avec qui elle a trois enfants.
  - Decimus Camillus Verus : sénateur proche de Vespasien, père de la précédente ; nature généreuse qui tolère résigné la relation de sa fille avec Falco.
  - Julia Justa : aristocratique épouse du sénateur, d'un caractère aussi tumultueux que celui de sa fille ; n'accepte que très difficilement le fait que Falco soit le père de ses petits-enfants.
  - Aulus Camillus Ælianus : frère cadet de Helena Justina, promis à la carrière sénatoriale ; déteste cordialement Falco mais s'avère cependant bien utile au fil des enquêtes.
  - Quintus Camillus Justinus : benjamin de la famille, frère préféré de Helena et compagnon d'aventures occasionnel de Falco ; a beaucoup mal à oublier un premier amour impossible, ce qui ne l'empêche pas de courir après les héritières.

- Flaviens (famille impériale)
  - Vespasien : empereur de Rome, descendant de paysans, ancien général, foncièrement radin donc véritable homme d'État ; apprécie l'ordre, la rigueur et les services peu avouables que lui rend Falco.
  - Titus : fils aîné et successeur désigné de l'empereur, brillant et cultivé, associé par son père à la conduite de l'Empire ; a un temps considéré que Helena Justina pouvait faire une impératrice mieux acceptée qu'une certaine Bérénice.
  - Domitien : fils cadet de l'empereur, nettement moins brillant mais beaucoup plus fourbe que son frère ; écarté du pouvoir et le vit mal.

- Connaissances plus ou moins amicales
  - Anacrites : affranchi, chef des espions impériaux ; ennemi juré de Falco qui le lui rend bien, ils sont contraints par leur employeur commun à faire équipe.
  - Smaractus : propriétaire immobilier véreux ; se montre généralement peu compréhensif envers Falco.
  - Lenia : blanchisseuse, voisine de Falco ; a réussi à se faire épouser par le précédent.
  - Thalia : charmeuse de serpents, amie de Falco ; a une préférence pour les pythons, qui ne sont néanmoins pas les seuls à être sensibles à ses charmes.
  - Une pléiade de sœurs, neveux, oncles, beaux-frères, sénateurs, légats, meurtriers, criminels, légionnaires, barbares, gladiateurs, danseuses exotiques, conspirateurs, barbiers, veuves, magistrats, marins, contremaîtres, affranchis, mercenaires, comédiens, cuisiniers gaulois, prêtresses hautaines et autres animaux féroces qui dépensent beaucoup de temps et d'énergie à rendre la vie de Falco beaucoup plus compliquée qu'elle ne devrait être.

## Œuvre

### Romans

#### SérieMarcus Didius Falco
- The Silver Pigs (1989) Publié en français sous le titre Les Saumons d'argent, traduit par Jean Bonnefoy, Lyon, La Manufacture, coll. « Les Étrangères », 1990 ; réédition, Paris, Libretto, 2019  (ISBN 978-2-36914-538-7) Publié en français sous le titre Les Cochons d'argent, traduit par Frédéric Grellier, Paris, Librairie des Champs-Élysées, coll. « Labyrinthes » no 52, 1999
- Shadows in Bronze  (1990) Publié en français sous le titre À l'ombre des conspirateurs, traduit par Jean-Pierre Massias, Paris, Librairie des Champs-Élysées, coll. « Labyrinthes » no 76, 2000
- Venus in Copper  (1991) Publié en français sous le titre Une veuve romaine, traduit par Jean-Pierre Massias, Paris, Librairie des Champs-Élysées, coll. « Labyrinthes » no 60, 1999
- The Iron Hand of Mars (1992)  Publié en français sous le titre Voyage en Germanie, traduit par Catherine Richard, Paris, Librairie des Champs-Élysées, coll. « Labyrinthes » no 68, 1999
- Poseidon's Gold (1993) Publié en français sous le titre L'Or de Poséidon, traduit par Jean-Pierre Massias, Paris, Librairie des Champs-Élysées, coll. « Labyrinthes » no 87, 2001
- Last Act in Palmyra (1994) Publié en français sous le titre Dernier acte à Palmyre, traduit par Jean-Pierre Massias, Paris, Édition du Masque, 2001 ; réédition, Paris Édition du Masque, coll. « Labyrinthes » no 108, 2003
- Time to Depart (1995) Publié en français sous le titre Le Temps des adieux, traduit par Jean-Pierre Massias, Paris, Édition du Masque, 2002
- A Dying Light in Corduba (1996) Publié en français sous le titre Crépuscule à Cordoue, traduit par Jean-Pierre Massias, Paris, Édition du Masque, 2003
- Three Hands in the Fountain (1997)
- Two for the Lions (1998)
- One Virgin too Many (1999)
- Ode to a Banker (2000)
- A Body in the Bath House (2001)
- The Jupiter Myth (2002)
- The Accusers (2003)
- Scandal Takes a Holiday (2004)
- See Delphi and Die (2005)
- Saturnalia (2007)
- Alexandria (2009)
- Nemesis (2010)

#### SérieFlavia Albia
- The Ides of April (2013)
- Enemies at Home (2014)
- Deadly Election (2015)
- The Graveyard of the Hesperides (2016)
- The Third Nero (2017)
- Pandora’s Boy (2018)
- A Capitol Death (2019)
- The Grove of the Caesars (2020)
- A Comedy of Terrors (2021)
- Desperate Undertaking (2022)
- Fatal Legacy (2023)

#### Autres romans
- The Course of Honour (1998)
- Rebels and Traitors (2009)
- Master and God (2012)

## Prix et nominations

### Prix
- Prix Historical Dagger 1999 pour Two for the Lions[1]
- Cartier Diamond Dagger 2011[2]

### Nominations
- Prix Last Laugh Dagger 1993 pour Poseidon’s Gold[1]
- Prix Historical Dagger 2001 pour Ode to a Banker[1]
- Prix Last Laugh Dagger 2002 pour The Jupiter Myth[1]
- Prix Shamus 2017 du meilleur roman pour The Graveyard of the Hesperides[3]

## Sources
- Claude Mesplède et Jean-Jacques Schleret, SN, voyage au bout de la Noire : inventaire de 732 auteurs et de leurs œuvres publiés en séries Noire et Blème : suivi d'une filmographie complète, Paris, Futuropolis, 1982, 476 p. (OCLC 11972030), p. 544.